# STS-45

是历史上第四十六次航天飞机任务，也是亚特兰蒂斯号航天飞机的第十一次太空飞行。

## 任务成员
- 查尔斯·伯尔登（Charles F. Bolden，曾执行、以及任务），指令长
- 布莱恩·达菲（Brian Duffy，曾执行、以及任务），飞行员
- 凯瑟琳·萨利文（Kathryn D. Sullivan，曾执行、以及任务），任务专家
- 大卫·里茨马（David C. Leestma，曾执行、以及任务），任务专家
- 迈克尔·福奥勒（Michael Foale，曾执行、以及远征8号任务），任务专家
- 拜伦·利希滕贝格（Byron K. Lichtenberg，曾执行以及任务），有效载荷专家
- 德克·福里莫特（Dirk D. Frimout，比利时宇航员，曾执行任务），有效载荷专家